# 吕宋人
吕宋人（学名：Homo luzonensis）是一种已灭绝的早期人类，因于2007年在吕宋岛发现该物种一个个体的第三跖骨化石而得名。其种加词“luzonensis”意为“菲律宾吕宋岛的”。2019年，《自然》期刊公布了佛罗伦特·底特律等人对吕宋人化石的研究成果，并正式为这一新发现的物种定名“吕宋人”，和现代人类同属于人属。然而，一些科学家认为要把这种生物划分为新的物种而不是亚种需要更多证据；类似的争议同样存在于直立人和丹尼索瓦人身上。

## 发现

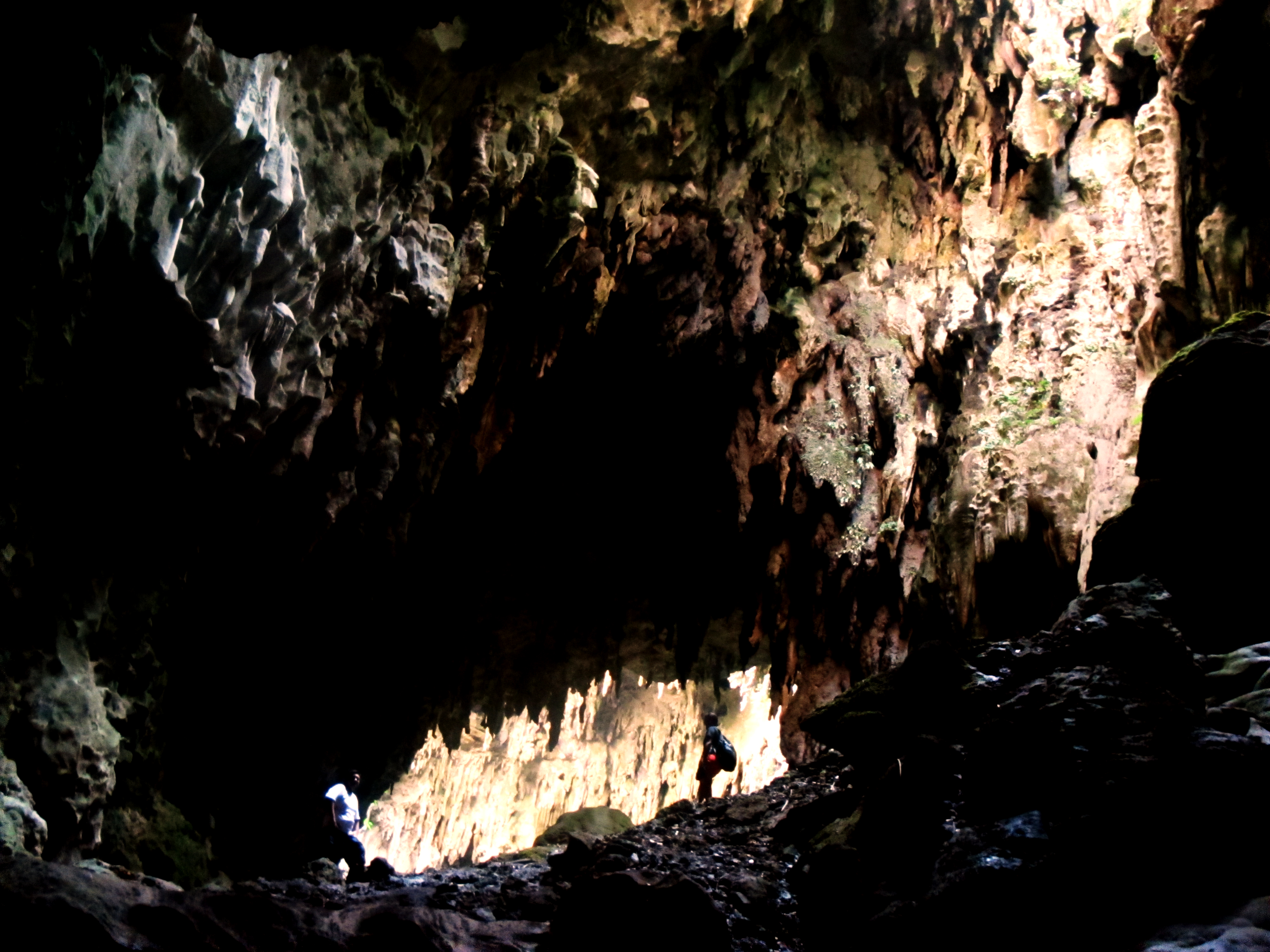
发现吕宋人化石的卡劳洞穴

2007年5月5日，一支由菲律宾、法国和澳大利亚科学家组成的研究小组在菲律宾卡加延省发掘卡劳洞穴时发现了一块第三跖骨的化石。按照形态特征，这些化石被分到人属，成为菲律宾当时发现的最早人属化石。在2019年由佛罗伦特·底特律等人发表的论文中，正式把这些化石所属的物种定名为吕宋人。吕宋人化石现藏于菲律宾国家博物馆。

## 研究
尽管最早提出人类向菲律宾迁徙假说的亨利·奥特利·贝尔设想人类在末次冰期使用陆桥迁徙，现代研究中对民都洛海峡和西布图海峡的测深结果表明这两处位于菲律宾的海峡都没有消失到产生陆桥的程度，与菲律宾群岛在生物地理学上和巽他古陆分隔的说法相吻合。吕宋人的臼齿短小，表明该物种可能经历了类似佛洛勒斯人的岛屿侏儒化，但至今无人估测吕宋人的准确身高。没有参与吕宋人研究的里吉·韦德推测吕宋人可能在树上活动。
研究人员在卡劳洞穴还发现了菲律宾鹿、野猪和一种已灭绝的牛的化石，其中有些表面有切割的痕迹。这意味着吕宋人可能掌握了屠宰的方法。此外，在菲律宾卡林阿省莱扎尔的一处遗址发现了约70万年前的石器和近完整的犀牛骨骼化石。

## 影响
《自然》期刊上的文章称：“晚更新世时期，在华莱士线以东存在另一个先前未发现的人种。这凸显了东南亚岛屿在人属进化中的重要性”。